# Verwaltungsgemeinschaft Westerwald-Obereichsfeld
In der Verwaltungsgemeinschaft Westerwald-Obereichsfeld aus dem thüringischen Landkreis Eichsfeld haben sich fünf Gemeinden zur Erledigung ihrer Verwaltungsgeschäfte zusammengeschlossen. Sie wurde nach dem Westerwald und dem Obereichsfeld benannt.
Sitz der Verwaltungsgemeinschaft ist Küllstedt.

## Die Gemeinden
Nachfolgend die Gemeinden und deren Einwohnerzahl in Klammern (Stand: 31. Dezember 2023):
1. Büttstedt (861)
2. Effelder (1200)
3. Großbartloff (920)
4. Küllstedt (1313)
5. Wachstedt (453)

## Geschichte
Die Verwaltungsgemeinschaft wurde am 22. Februar 1991 gegründet. Zum 4. November 1994 wurde Großbartloff aufgenommen. Zum 4. Februar 1995 schloss sich Wachstedt der Verwaltungsgemeinschaft an.

### Einwohnerentwicklung
Entwicklung der Einwohnerzahl:
| - 1994 – 5269 - 1995 – 5868 - 1996 – 5890 - 1997 – 5865 - 1998 – 5825 - 1999 – 5788 | - 2000 – 5744 - 2001 – 5702 - 2002 – 5691 - 2003 – 5615 - 2004 – 5621 - 2005 – 5520 | - 2006 – 5464 - 2007 – 5437 - 2008 – 5359 - 2009 – 5263 - 2010 – 5202 - 2011 – 4970 | - 2012 – 4925 - 2013 – 4914 - 2014 – 4859 - 2015 – 4860 - 2016 – 4802 - 2017 – 4770 | - 2018 – 4753 - 2019 – 4746 - 2020 – 4736 - 2021 – 4737 - 2022 – 4769 |

 Datenquelle: ab 1994 Thüringer Landesamt für Statistik – Werte vom 31. Dezember